# 横澤大輔
横澤 大輔（よこさわ だいすけ、1981年8月12日 - ）は、日本の実業家。株式会社ドワンゴ専務取締役CCO、一般社団法人日本ネットクリエイター協会代表理事、豊島区国際アートカルチャー都市プロデューサー。

## 来歴
18歳の時に当時のドワンゴ社長だった川上量生とネットで出会い、着メロ事業に参画。
19歳の時に川上から起業しないかと提案され、坂本義親と共同で携帯着メロ・コンテンツ会社、有限会社CELL（のちの株式会社ドワンゴコンテンツ）を創業。以降下請けという立場でドワンゴを支え続けた。2011年2月に株式会社CELが株式会社ドワンゴの子会社となり、同年12月に株式会社ドワンゴの取締役上級執行役員に就任。ニコニコ動画のコンテンツ戦略として、戦略、新規企画、プロモーションなどを担当。ネット発の党首討論会、UGCアーティストのプロデュース、小林幸子のニコニコ動画のプロデュース、池袋ハロウィンコスプレフェスなど、様々な企画・立ち上げに携わる。
2012年からは16万人以上が集まる「ニコニコ超会議」の統括プロデユーサーを務めている。また、2016年より、日本の伝統芸能・歌舞伎とネットカルチャー、最新のテクノロジーを融合させた「超歌舞伎」の総合プロデューサーも務め、ニコニコ超会議にて毎年新作を発表している。音楽プロデュースも行なっており、GACKTや小林幸子の楽曲プロデュースも手がけた。
2017年6月に株式会社ドワンゴ専務取締役CCOに就任。
2021年4月に学校法人瓜生山学園、京都芸術大学の客員教授に就任。

## プロデューサー
以下、主なプロデュース年譜。
ニコニコ公式生放送/dwango
- 2012年4月28・29日　ニコニコ超会議（第1回〜）
- 2012年11月29日　ネット党首討論会
- 2016年10月　池袋ハロウィンコスプレフェス2016（〜2019)
- 2018年8月　＃コンパス 戦闘摂理解析システムライブアリーナ
- 2020年4月12〜19日　ニコニコネット超会議2020
- 2020年8月　ニコニコネット超会議2020夏　（ネット総来場者数　1,773万8,806人）
- 2021年4月24日〜5月1日　ニコニコネット超会議2021 (ネット総来場者数　1,796万2,479人）

超歌舞伎
- 2016年4月　超歌舞伎「今昔饗宴千本桜（はなくらべせんぼんざくら）」（脚本：松岡亮、演出：藤間勘十郎）
- 2017年4月　超歌舞伎「花街詞合鏡(くるわことばあわせかがみ)」（脚本：松岡亮、演出：藤間勘十郎）
- 2018年4月　超歌舞伎「積思花顔競（つもるおもいはなのかおみせ）」（脚本：松岡亮、演出：藤間勘十郎）
- 2019年4月　超歌舞伎「今昔饗宴千本桜2019(はなくらべせんぼんざくら)」（脚本：松岡亮、演出：藤間勘十郎）
- 2019年8月　南座新開場記念　八月南座　超歌舞伎「今昔饗宴千本桜」　（脚本：松岡亮、演出：藤間勘十郎）
- 2020年8月　超歌舞伎「夏祭版 今昔饗宴千本桜（はなくらべせんぼんざくら）」（脚本：松岡亮、演出：藤間勘十郎）
- 2021年4月　超歌舞伎「御伽草子戀姿絵（おとぎぞうしこいのすがたえ）」（脚本：松岡亮、演出：藤間勘十郎）
- 2022年4月　超歌舞伎「永遠花誉功(とわのはなほまれのいさおし)」 (脚本︰松岡亮、演出：藤間勘十郎)
- 2023年12月  十二月大歌舞伎　歌舞伎座公演　「今昔饗宴千本桜（はなくらべせんぼんざくら）　 中村獅童　初音ミク　宙乗り相勤め申し候」（脚本：松岡亮、演出：藤間勘十郎）
- 2025年5月　大阪・関西万博公演　超歌舞伎 〈CHO-KABUKI〉Powered by IOWN　『今昔饗宴千本桜 Expo2025 ver.』 　　　　　　   (脚本︰松岡亮、演出：藤間勘十郎)

音楽プロデユース
- 2011年7月　GACKT「Episode.0」（作詞・作曲:mathru（KanimisoP））
- 2017年12月　小林幸子「存在証明」（作詞・作曲：志倉千代丸）[6]
- 2020年10月　小林幸子×松岡充　「しろくろましろ」 （作詞・作曲：松岡充） 「“ニコニコネット超会議2020夏”のテーマソング」
- 2024年7月　小林幸子　60周年記念曲　『オシャンティ・マイティガール』 （作詞：Gohgo　作曲：Soma Genda & pw.a & Gohgo　編曲：pw.a）

番組
- 2013年4月7日　フジテレビ「ボーカロイド歌謡祭2013（春）〜初音ミクから生まれた新たな音楽の世界〜」
- 2019年1月2日　NHK総合テレビ「NHKバーチャルのど自慢」[7]
- 2019年1月9日　TOKYO MX 「バーチャルさんはみている」

## 略歴
- 2001年5月 - 有限会社セル（後・株式会社ドワンゴコンテンツ）代表取締役社長[8]
- 2004年10月 - 株式会社CELL（後・株式会社ドワンゴコンテンツ）代表取締役会長
- 2009年4月 - 株式会社ニワンゴ取締役
- 2011年12月 - 株式会社ドワンゴ取締役上級執行役員
- 2012年6月 - 株式会社F'smile代表取締役社長
- 2012年12月 - 株式会社ドワンゴ執行役員CCO
- 2013年11月 - 株式会社ドワンゴ・ユーザーエンタテインメント代表取締役社長
- 2013年12月 - 一般社団法人日本ネットクリエイター協会代表理事
- 2014年10月 - 株式会社ドワンゴ取締役CCO
- 2014年10月 - 豊島区国際アートカルチャー都市プロデューサー[9]
- 2017年6月 - 株式会社ドワンゴ専務取締役CCO
- 2018年6月 - カドカワ株式会社取締役
- 2018年12月 - 株式会社リド代表取締役社長[10]
- 2019年2月 - 株式会社リド代表取締役副社長[11]
- 2021年4月- 学校法人瓜生山学園　京都芸術大学　客員教授